# Grete Busch
Margarethe "Grete" Busch, född 19 juni 1911 i Elberfeld, död 20 november 1997 i Hilden var en tysk friidrottare med kastgrenar som huvudgren. Busch var en pionjär inom damidrott, hon blev silvermedaljör vid den fjärde damolympiaden 1934.

## Biografi
Margarethe Busch föddes 1911 i Elberfeld i mellersta Tyskland som andra barn till Christian Busch och dennes fru Emilie Schrepper, Hon studerade till idrottslärare i Köln, under studietiden tävlade hon för SC Viktoria Köln. Hon tävlade främst i mångkamp (Trekamp och Femkamp) men även i diskuskastning och längdhopp. Senare gick med i idrottsföreningen SC Elberfeld (senare kallad Elberfelder TG) i Elberfeld, därefter tävlade hon för SSV Germania Wuppertal i Wuppertal.
Busch deltog vid den fjärde damolympiaden 9–11 augusti 1934 i London, under idrottsspelen vann hon silvermedalj i femkamp (dåtidens femkamp omfattade kulstötning, höjdhopp, längdhopp, spjutkastning och sprint 100 meter).
Busch deltog i flera tyska mästerskapdär hon tävlade i mångkamp, 1933 tog hon silverplats och bronsplats åren 1934, 1937, 1939 och 1942. 1948 blev hon tysk mästare i lagtävlan (med SSV Wuppertal) vid tävlingar i Nürnberg, 1949 försvarade laget sin mästartitel vid tävlingar i Bremen.
1947 var hon en av delegaterna vid grundandet av det lokala friidrottsförbundet Landessportbund i Nordrhein-Westfalen (LSB NRW), 1948–1950 var hon förbundets vice ordförande. Åren 1952–1972 ansvarade hon för kvinnofrågor.
Den 10 december 1950 var hon delegat (1 av 5 kvinnor bland 95) vid grundandet av tyska riksidrottsförbundet Deutsche Sportbund,  hon deltog som delegat för LSB NRW. 1968–1970 var hon förbundets sakkunniga i kvinnofrågor.
Busch dog 1997 i Hilden.